# Geschichte Dublins
Die Geschichte Dublins reicht bereits 2000 Jahre zurück, und für den Großteil des jüngeren Zeitraumes war Dublin sowohl die „Hauptstadt“ Irlands als auch das Zentrum von Kultur, Ausbildung und Industrie. In den Jahren hatte die Stadt die unterschiedlichsten Zeiten erlebt. Die Geschichte Dublins ist eng mit der Geschichte Irlands verknüpft.

## Gründung und frühe Geschichte
Die früheste Referenz auf eine Siedlung im Raume Dublin findet sich in den Schriften des griechischen Astronomen und Kartographen Claudius Ptolemäus im Jahr 140 n. Chr., der den Ort Eblana Civitas nannte. Dies führt zu einer mindestens 2000 Jahre langen Historie des Platzes, denn die Siedlung (keine Stadt) musste bereits einige Zeit existiert haben, bevor Ptolemäus von ihr erfuhr.
Im 9. Jahrhundert gab es zwei Siedlungen auf dem Gebiet der heutigen Stadt. Von Orkney stammende Wikinger errichteten hier zunächst Winterlager, bevor sie 841 die Siedlung Dyflin gründeten, und zwar auf dem Gebiet um die heutige Christ Church Cathedral. Der Name Dyflin bezieht sich auf die irische Bezeichnung An Duibhlinn („Dunkler Tümpel“). Weiter flussaufwärts lag die ältere, aber weniger bedeutende keltische Siedlung Áth Cliath (dt. „Hürden-Furt“). Der Name der keltischen Siedlung ist heute wieder der Stadtname in der irischen Sprache, der Baile Átha Cliath lautet, während der englische Name der Wikingersiedlung entstammt. 852 landeten die Wikinger Ivar Ragnarsson (der Knochenlose) und Olaf der Weiße in Dublin und bauten die seit 841 bestehende Siedlung zu einer Festung aus. Die Wikinger gründeten das Königreich Dublin. Das Jahr 988, als der „König von Meath“ Máel Sechnaill II. Dublin kurzzeitig von den Wikingern zurückerobert hatte, gilt heute als offizielles Gründungsjahr der Stadt, die 1988 dementsprechend ihr 1000-jähriges Bestehen feierte. Die Wikinger ließen hier ab 977 Münzen prägen und beherrschten Dublin trotz ihrer Niederlage gegen den irischen Hochkönig Brian Boru in der Schlacht bei Clontarf 1014 über fast drei Jahrhunderte.
Dublin wurde zum Zentrum der englischen Macht in Irland, nachdem im 12. Jahrhundert die Normannen die südlichen Teile Irlands Munster und Leinster eroberten. Dadurch verlagerte sich das politische Machtzentrum von dem der gälischen Hochkönige in Tara (Grafschaft Meath) in die heutige Hauptstadt. Mit der Zeit wurden allerdings die anglo-normannischen Eroberer immer mehr in die irische Kultur integriert, so dass nur ein kleines Gebiet um Dublin, bekannt als „The Pale“, direkter englischer Kontrolle unterstand. Menschen außerhalb dieses Gebiets wurden als unzivilisiert betrachtet, was zu dem bekannten englischen Ausdruck „Beyond the Pale“ (Außerhalb des „Pale“ – in der Bedeutung von „völlig inakzeptabel“) führte.

## Das mittelalterliche Dublin
Nachdem die Normannen 1171 Dublin erobert und dort ein Feudalsystem errichtet hatten, verließen viele der ursprünglich skandinavischen Einwohner den alten Teil der Stadt südlich des Flusses Liffey und ließen sich nördlich davon nieder; diese Siedlung ist als „Ostmantown“ oder „Oxmantown“ bekannt. Dublin wurde 1171 unter Heinrich II. Hauptstadt der englischen Besetzer („Lordship of Ireland“ 1171–1541) und wurde von englischen und walisischen Siedlern beinahe überrannt. Auch im ländlichen Gebiet rund um Dublin (im Norden bis nach Drogheda) ließen sich viele Siedler der benachbarten Insel nieder. In Dublin selbst konzentrierte sich die englische Macht um das neugebaute Dublin Castle. Die Stadt war weiterhin Sitz des irischen Parlaments, das aus Abgesandten der englischen Gemeinschaften gebildet wurde. Wichtige Gebäude aus dieser Zeit sind die St. Patrick’s Cathedral, die Christ Church Cathedral und die St. Audoen's Church (in deren Krypta eine Rekonstruktion der Wikingersiedlung), die sich allesamt innerhalb eines Radius von 1 km voneinander entfernt befinden.
Die Bewohner des „Pale“ entwickelten mit der Zeit eine eigene Identität, ähnlich derer anderer Kolonien, die von „barbarischen Eingeborenen“ räumlich eingeschlossen waren. Die Belagerungsmentalität der Dubliner im Mittelalter erkennt man am besten am jährlichen Marsch zu „Cullen’s field“ in Ranelagh wo 1209 500 Siedler aus Bristol vom Clan der O’Toole während eines Volksfestes massakriert wurden. Jedes Jahr am „Black Monday“ (Schwarzer Montag) marschierten Siedler aus Dublin zur Stelle der Gräueltat und hissten dort in Richtung der Wicklow Mountains eine schwarze Flagge; eine Geste der Herausforderung gegen die einheimischen Iren. Dieser Marsch war bis ins 17. Jahrhundert so gefährlich, dass die Teilnehmer durch Polizisten aus der Stadt gegen den „Feind aus den Bergen“ geschützt werden mussten.
Das mittelalterliche Dublin war ein eng umfasstes Gebiet südlich der Liffey von ca. 3 km² mit 5.000 bis 10.000 Einwohnern. Jenseits der Stadtmauern befanden sich die Außenbezirke, wie z. B. die „Liberties“ auf dem Gebiet des Erzbischofs von Dublin oder „Irishtown“, wo die gälische Bevölkerung lebte, nachdem sie durch ein Gesetz aus dem 15. Jahrhundert aus dem Stadtgebiet vertrieben wurden. Obwohl die ursprünglichen irischen Bewohner weder in der Stadt noch in den umgebenden Gebieten leben sollten, taten dies dennoch viele, und so kam es, dass im 16. Jahrhundert die irische Sprache sich neben Englisch mehr und mehr etablierte.
Das Leben in Dublin im Mittelalter war gefährlich. 1348 wurde die Stadt von der tödlichen Beulenpest („Black Death“) heimgesucht, die im 14. Jahrhundert in ganz Europa wütete. Die Opfer der Krankheit wurden in Massengräbern beerdigt – in einer Gegend, die noch heute als „Blackpitts“ („schwarze Gruben“) bekannt ist. Die Krankheit brach in regelmäßigen Abständen, bis zu ihrem Höhepunkt 1649, immer wieder aus.
Neben der Krankheit war die Stadt auch Schauplatz immer wiederkehrender Gewalt unter den Einwohnern als auch in großen kriegerischen Schlachten. Es wurden sogar Schutzgelder („black rent“) an die benachbarten irischen Clans gezahlt, um deren räuberische Übergriffe zu vermeiden. 1314 brannte eine einfallende schottische Armee die Außenbezirke der Stadt nieder. Nachdem das englische Interesse an ihrer irischen Kolonie nachließ, ging die Verteidigung der Stadt gegen die umgebenden Iren an die Fitzgeralds (Earls of Kildare) über, die die irische Politik bis ins 16. Jahrhundert dominierten. Doch auch innerhalb des Herrscherhauses gab es Querelen. 1487, während des englischen Rosenkrieges, besetzten die Fitzgeralds mit Hilfe von französischen Truppen die Stadt und krönten den aus York stammenden Lambert Simnel zum König von England. 1536 belagerte das gleiche Herrschergeschlecht unter Silken Thomas aufgrund der Gefangennahme von Gerald FitzGerald, 9. Earl of Kildare das Dublin Castle. Heinrich VIII. schickte daraufhin eine große Armee, um die Fitzgeralds zu besiegen und sie durch englische Administratoren zu ersetzen. Dies war der Beginn der, nicht immer freundschaftlichen, engen Beziehung zwischen Dublin und der englischen Krone.

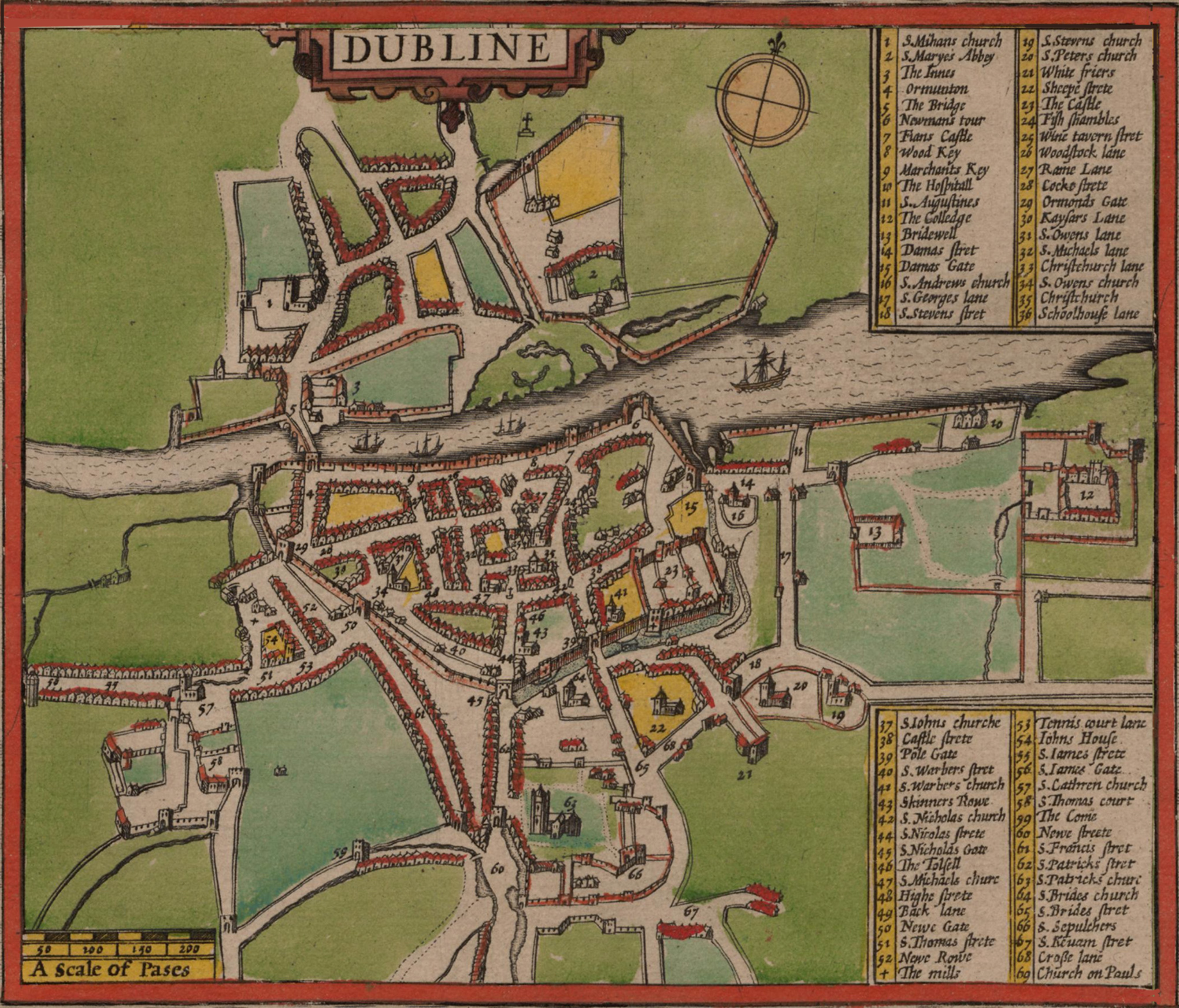
Dublin 1610

## Kolonial-Dublin
Dublin und seine Einwohner veränderten sich durch die Umbrüche im 16. und 17. Jahrhundert in Irland. Diese sahen die erste vollständige Eroberung der Insel unter den Tudors. Während die alte englische Gemeinde von Dublin und „The Pale“ glücklich über die Eroberung und die Entwaffnung der irischen Einwohner waren, waren sie doch auch verunsichert durch die protestantische Reformation in England; waren sie doch nahezu alle römisch-katholisch. Zusätzlich fürchteten sie Zwangsabgaben für die englische Garnison mittels einer speziellen parlamentarischen Steuer, die „cess“ genannt wurde.
Etliche Dubliner wurde wegen ihrer Teilnahme bei den Desmond-Rebellionen in den 1560er bis 1580er Jahren hingerichtet. Die Unzufriedenheit in der Stadt verschärfte sich während des Neunjährigen Krieges in den 1590er Jahren, als die Einwohner von Dublin per Dekret englische Soldaten beherbergen mussten. Dadurch, dass die Verwundeten mangels vernünftigem Hospital in der Straßen liegen blieben breiteten sich Krankheiten schneller aus. 1597 explodierte das Schießpulver-Lager in der Winetavern Street. Dabei kamen fast 200 Dubliner ums Leben. 1592 gründete Elisabeth I. das Trinity College, das damals noch östlich außerhalb der Stadt lag, als eine protestantische Universität für den irischen Adel. Jedoch verschmähten die wichtigsten irischen Familien die Universität und schickten ihre Söhne stattdessen auf katholische Universitäten in Europa.
Als Ergebnis all dieser Spannung betrachtete die englische Herrschaft Dublin als unzuverlässig und ermutigten daraufhin englische Protestanten dorthin überzusiedeln. Diese „Neu-Engländer“ bildeten die Basis der englischen Regierung in Irland bis ins 19. Jahrhundert. Protestanten wurden die Mehrheit in Dublin in den 1640er Jahren, als Tausende von ihnen vor der Irischen Rebellion 1641 flohen. Als die Stadt danach immer mehr von katholischen irischen Kräften bedroht wurde, wurden die katholischen Iren von der englischen Garnison aus der Stadt vertrieben. In den 1640er Jahren wurde die Stadt zweimal während der Irischen Konföderationskriege belagert: 1646 und 1649. Doch beide Male wurden die Belagerer vertrieben, bevor die Belagerung Wirkung zeigte. Bei der zweiten Belagerung 1649 wurde eine Gruppe aus irischen Konföderierten und englischen Royalisten, die von einer englischen Regierungsgarnison geleitet wurden, in die Schlacht von Rathmines geführt, die in den südlichen Außenbezirken der Stadt stattfand. Nach der Eroberung Irlands durch Cromwell in den 1650er Jahren war es Katholiken zwar verboten innerhalb der Stadtgrenzen zu wohnen, doch wurde dieses Gesetz niemals streng durchgesetzt. Ironischerweise führte diese religiöse Diskriminierung dazu, dass die alte englische Gemeinde die Wurzeln zu ihrer Heimat verlor und sich selbst als Teil der irischen „Ureinwohnerschaft“ ansah. Am Ende des 17. Jahrhunderts war Dublin die Hauptstadt des Königreich Irlands – befehligt von der protestantischen neuen englischen Minderheit. Niemals in ihrer bisherigen Geschichte war Dublin größer, friedlicher und florierender als zu dieser Zeit.

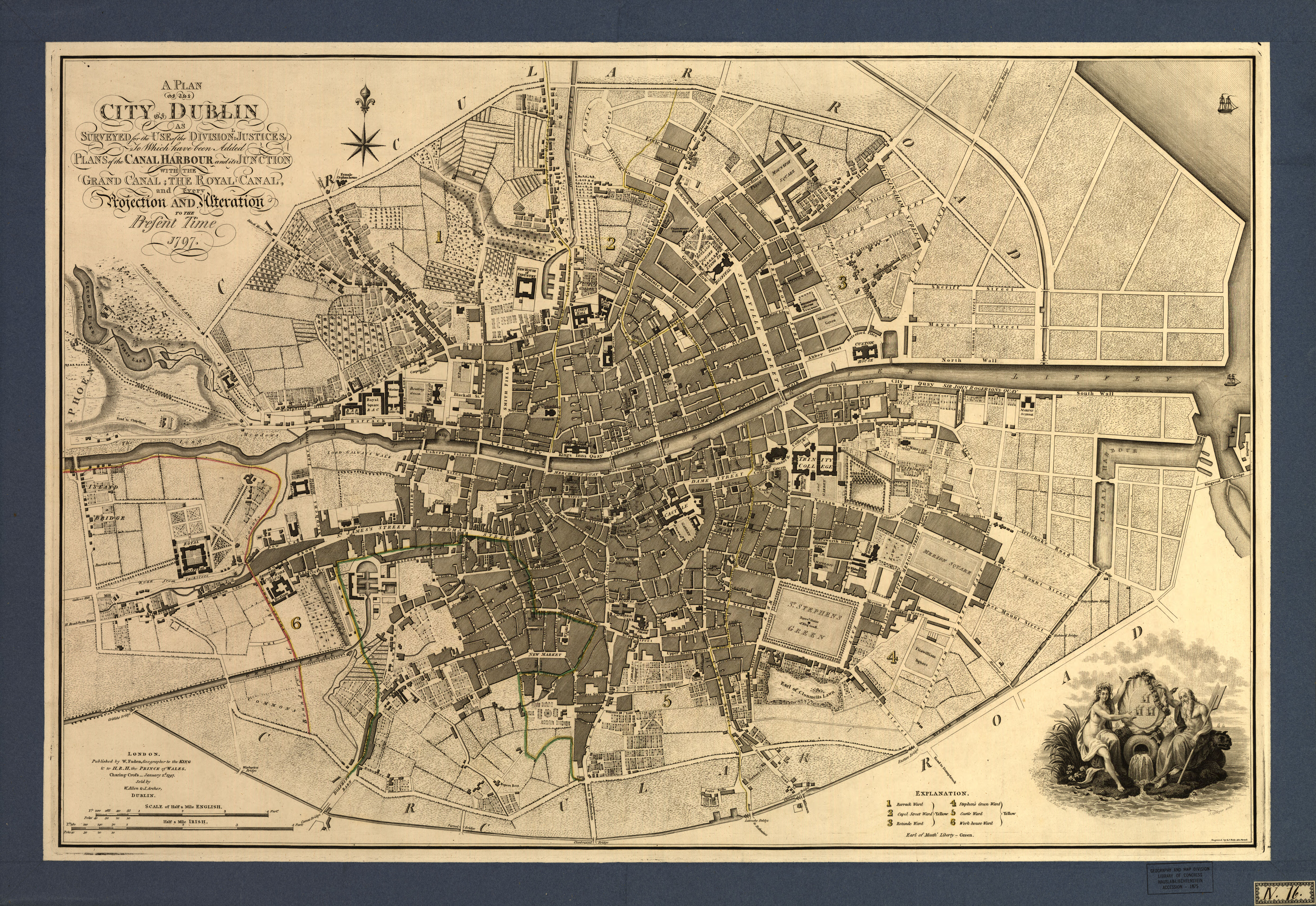
1797-map-of-Dublin

## Das Georgianische Dublin
Zu Beginn des 18. Jahrhunderts hatten die Engländer ihre Machtposition gestärkt und die strengen Strafgesetze, die Penal Laws, eingeführt, die sich vornehmlich gegen die katholische Mehrheit der Iren wandte. In Dublin gedieh jedenfalls die protestantische Vorherrschaft, und die Stadt wuchs bereits seit dem 17. Jahrhundert rapide an. Um 1700 übertraf die Einwohnerzahl 60.000 und machte Dublin zur zweitgrößten Stadt des Britischen Empires nach London. Während der Englischen Restauration unternahm James Butler, 1. Duke of Ormonde (später „Lord Deputy von Irland“) die ersten Schritte zur Modernisierung der Stadt, indem er anordnete, dass die Häuser entlang des Flusses Liffey diesem zugewandt sein müssen. Weiterhin bekamen diese Häuser eine neue, hochwertigere Fassade. Dies stand im Gegensatz zu früheren Zeiten, in denen die Bürger der Stadt den Fluss nicht achteten und ihn sogar als Müllhalde nutzten.
Das Georgianische Dublin startete ins 18. Jahrhundert, was die Straßenführung betraf, wie eine mittelalterliche Stadt. Im Verlauf des 18. Jahrhunderts fanden in Dublin unter der Wide Streets Commission viele Umgestaltungen statt, im Zuge derer 1765 der Grand Canal mit vielen seiner Brücken angelegt wurde. Weiterhin wurden viele der engen mittelalterlichen Straßen abgerissen und durch breite georgianische Straßen ersetzt. Unter den neuen Straßen waren z. B. die „Sackville Street“ (heute O’Connell Street), „Dame Street“, „Westmoreland Street“ und „D’Olier Street“. Während dieser Zeit wurden auch fünf große georgianische Plätze angelegt: Auf der Nordseite „Rutland Square“ (heute: Parnell Square) und „Mountjoy Square“ sowie „Merrion Square“, „Fitzwilliam Square“ und St. Stephen’s Green auf der Südseite der Liffey. Obwohl ursprünglich der wohlhabende Adel im Nordteil der Stadt, z. B. in der „Henrietta Street“ oder am „Rutland Square“, wohnte, baute der Earl of Kildare (später Duke of Leinster) sein Stadthaus („Kildare House“; später Leinster House) südlich des Flusses. Dies führte zu einer Flut von Neubauten des Adels auf der Südseite rund um die drei großen Plätze. Die gewaltigen Häuser im Nordteil wurden zu einfachen Mietwohnungen, in die viele arme Leute einzogen. Sie wurden oftmals von den Besitzern ausgebeutet, indem diese ganze Familien in ein großes Georgianisches Zimmer verfrachteten. Nur die alten Dubliner Viertel Temple Bar zwischen „Dame Street“ und der Liffey sowie die Gegend um die Grafton Street überlebten bis heute mit ihren engen mittelalterlich anmutenden Straßen.
Obwohl Dublin in kultureller Hinsicht einiges zu bieten hatte – z. B. wurde Georg Friedrich Händels „Messiah“ in der Fishamble Street im Temple Bar Distrikt uraufgeführt – war die Stadt im 18. Jahrhundert doch alles andere als ein „Schmuckstück“. Die Slums der Stadt (hauptsächlich in den Nord- bzw. Südwest-Bezirken) wuchsen bedingt durch die Landflucht rapide an. Rivalisierende Gangs wie die „Liberty Boys“ (Weber aus dem Stadtteil „Liberties“) und die „Ormonde Boys“ (Schlachter vom Ormonde-Quai auf der Nordseite) bestritten blutige Schlachten, oft mit starker Bewaffnung und vielen Toten. Nach der Verabschiedung unliebsamer Gesetze kam es auch regelmäßig zu gewalttätigen Demonstrationen vor der Oireachtas. Durch die Zuwanderung aus ländlichen Gebieten änderte sich nun aber erneut das demografische Gleichgewicht, und die irischen Katholiken erlangten Ende des 18. Jahrhunderts wieder die Mehrheit in der Stadt.

## Rebellion, Union und Katholiken-Emanzipation
Im späten 18. Jahrhundert sahen die irischen Protestanten (also die ursprünglich eingewanderten englischen Siedler) Irland als ihr Heimatland an und das Parlament hatte sich auch erfolgreich für eine weitergehende Autonomie und bessere Handelsabkommen eingesetzt. Trotzdem gingen einige radikale Iren, unter dem Einfluss der Amerikanischen und Französischen Revolution, noch einen Schritt weiter und gründeten die United Irishmen, um eine konfessionslose demokratische Republik zu schaffen. Der Gruppe, unter der Führung von Wolfe Tone, gehörten u. a. Napper Tandy, Oliver Bond und Edward Fitzgerald an. Die United Irishmen planten für 1798 die Übernahme Dublins in einem Aufstand. Die britischen Behörden dagegen hatten die United Irishmen mit Informanten infiltriert und waren über die Geschehnisse gut im Bilde. Bevor die Irische Rebellion von 1798 ausbrach, verhafteten sie die führenden Köpfe und beraubte den Aufstand der Koordination. Die Rebellen mochten nicht mehr auf die lange versprochene französische Hilfe warten und schlugen los.
Es gab vereinzelte Kämpfe in den Außenbezirken (z. B. in Rathfarnham), doch alles in allem blieb die Lage während der Irischen Rebellion weitestgehend unter Kontrolle. Dennoch war sowohl die protestantische Herrschaft als auch die britische Regierung von den Vorgängen geschockt. Als Reaktion darauf wurde 1800 der Act of Union verabschiedet, der die Eingliederung des Irischen Königreichs in das Britische Empire zum Ziel hatte. 1801 stimmte daraufhin das irische Parlament seiner Auflösung zu und Dublin verlor großen politischen Einfluss. Obwohl die Stadt weiter wuchs, litt sie finanziell vor allem durch den Verlust des Parlaments und den damit verbundenen Einnahmeverlusten des anwesenden Hochadels und Parlamentarier. Binnen weniger Jahre standen viele der nobelsten Häuser der Stadt wie Leinster House, Powerscourt House oder Aldborough House, einst langjährig vom Hochadel bewohnt, zum Verkauf. Viele der eleganten Georgianischen Stadtteile verkamen zu Slums. 1803 startete Robert Emmet, der Bruder von einem der Führer der United Irishmen, eine weitere Rebellion in der Stadt. Diese wurde allerdings schnell niedergeschlagen und Emmet wurde gehängt.
Am 13. April 1829 trat die Catholic Emancipation Bill in Kraft. Sie brachte eine deutliche Verbesserung der Rechte der katholischen Bevölkerung. Diese verdankten sie hauptsächlich der Hartnäckigkeit von Daniel O’Connell, der unter anderem in Dublin Massenveranstaltungen zu diesem Thema abhielt. O’Connell kämpfe, wenn auch nicht erfolgreich, für legislative Autonomie in Irland. Nach der Einführung der Bürgerrechte und dem Recht auf Mitbestimmung in britischer Politik, erlangten im späten 19. Jahrhundert irische Nationalisten (hauptsächlich Katholiken) die Kontrolle über Dublins Stadtparlament.

## Monto
Hauptartikel: Monto

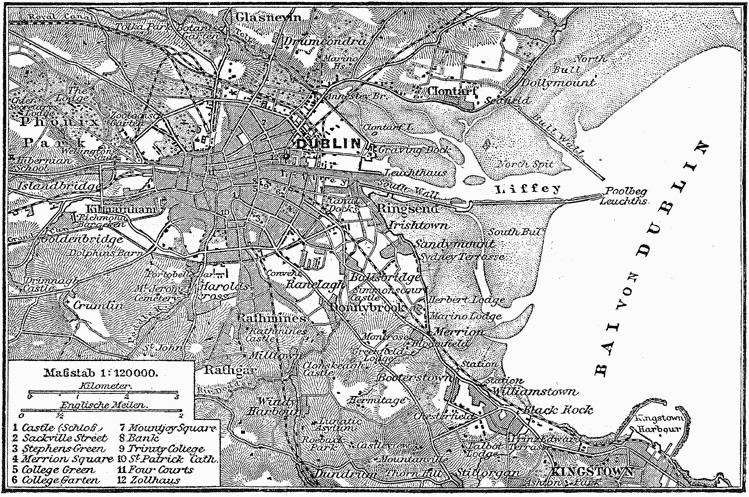
Historische Karte (um 1888)

Dublin wuchs im 19. Jahrhundert kontinuierlich weiter, obwohl die Stadt viel an politischer Bedeutung und in Bezug auf Reichtum verloren hatte. Um 1900 hatte die Stadt über 400.000 Einwohner. Obwohl sie oft als „Zweite Stadt des (britischen) Empires“ bezeichnet wurde, erlangte die große Zahl von tristen Mietshäusern traurige Berühmtheit, die auch von Schriftstellern wie James Joyce aufgegriffen wurde. Der Dubliner Whiskeybrand 1875 im Stadtteil The Liberties forderte 13 Todesopfer.
Die „Monto“ genannte Gegend (rund um die Montgomery Street) wurde zum größten Rotlichtbezirk des Empires, begünstigt durch viele Kasernen der britischen Armee, z. B. die „Royal Barracks“ (später „Collins Barracks“), die heute Teile des Irischen Nationalmuseums sind. Monto wurde Mitte der 1920er Jahre, nach einer Kampagne der römisch-katholischen Legion of Mary gegen Prostitution, „geschlossen“. Auch entfiel ein Großteil der Kundschaft, als im Dezember 1921 durch den Anglo-Irischen-Vertrag und am 6. Dezember 1922 durch die Gründung des irischen Freistaates die Mehrheit der Soldaten die Stadt verließen.

## Der Generalstreik
Hauptartikel: Dublin Lockout
1913 erfuhr Dublin einen der größten und bittersten Streiks, der jemals in Irland und Großbritannien stattgefunden hat, auch bekannt als der Dublin Lockout. Der Streik wurde durch den militanten Handelsgewerkschafter James Larkin ausgerufen, der die unterbezahlten Dubliner Arbeiter vertrat. Larkin gründete die „Irish Transport and General Worker’s Union (ITGWU)“ und versuchte durch Streiks höhere Gehälter und bessere Arbeitsbedingungen zu erreichen. Im Gegenzug organisierte William Martin Murphy, Besitzer der Dubliner Straßenbahn Gesellschaft (Dublin Tram Company), eine Vereinigung von Arbeitgebern mit dem Ergebnis, sämtliche ITGWU-Mitglieder zu entlassen und so andere Arbeiter vom Beitrag abzuhalten. Daraufhin rief Larkin alle Bahn-Arbeiter zu einem Streik auf, der zur Entlassung und Aussperrung („The Lockout“) aller Arbeiter führte, die nicht bereit waren aus der ITGWU auszutreten. Innerhalb eines Monats waren 25.000 Arbeiter entweder im Streik oder entlassen. Demonstrationen während dieser Zeit wurden auch durch Unruhen mit der Polizei (Dublin Metropolitan Police) überschattet, bei denen 3 Menschen starben und hunderte verletzt wurden. James Connolly gründete daraufhin die Irische Bürgerarmee (Irish Citizen Army) um streikende Arbeiter vor der Polizei zu schützen. Der „Lockout“ dauerte 6 Monate. Danach traten die meisten Arbeiter, deren Familien hungerten, aus der Union aus und kehrten an ihren Arbeitsplatz zurück.

## Das Ende der britischen Herrschaft
1914 schien Irland am Rande der Eigenständigkeit, doch der Erste Weltkrieg verhinderte dies. Doch 1916 veranstaltete eine kleine Gruppe Republikaner unter Padraig Pearse in Dublin das, was als Osteraufstand in die Geschichte eingehen sollte. Obwohl der Aufstand relativ schnell von der britischen Regierung niedergeschlagen wurde und obwohl ursprünglich die Mehrzahl der Iren feindlich gegen die Gruppe eingestellt war, schlug das Meinungsbild in der Bevölkerung allmählich, aber bestimmt um. Nun stand die Mehrheit hinter den Anführern, die später vom britischen Militär hingerichtet wurden. Im Dezember 1918 erreichte die aus den Rebellen entstandene Gruppierung die überwältigende Mehrheit von 80 % bei den Unterhauswahlen. Doch anstelle die gewonnenen Sitze im britischen Unterhaus zu besetzen, versammelten sie sich im Haus des Bürgermeisters und proklamierten dort die Dáil Éireann (auch „First Dáil“), das erste irische Parlament seit 1801.
Der folgende Irische Unabhängigkeitskrieg zwischen 1919 und 1921 endete in einem Waffenstillstand und einem ausgehandelten Frieden, bekannt als der Anglo-Irische-Vertrag zwischen Großbritannien und Irland. Dadurch entstand ein eigenständiger Irischer Freistaat, der aber nur aus 26 von 32 Grafschaften (Counties) bestand. Daraus entwickelte sich der Ausbruch des Irischen Bürgerkriegs 1922 bis 1923, als die kompromisslosen Republikaner unter den Nationalisten die Waffen gegen diejenigen erhoben, die dem Kompromiss mit Großbritannien zustimmten. Die neue Regierung des Freistaats unterdrückte den Aufstand letztendlich im späten Jahr 1923.
Das Stadtzentrum Dublins hat in der Zeit von 1916 bis 1922 sehr gelitten. Die Stadt war neben 1916 auch beim Ausbruch des Bürgerkriegs 1922 Schauplatz heftiger Straßenkämpfe. Dazwischen führten die lokalen IRA-Gruppen in der Stadt einen Guerilla-Krieg gegen Polizei und Britische Armee. Einige der schönsten Gebäude Dublins wurden während dieser Zeit zerstört: Das historische Postamt (GPO) war nach dem Osteraufstand total ausgebombt, James Gandons Custom House wurde im Unabhängigkeitskrieg von der IRA niedergebrannt, und Four Courts wurde von Republikanern besetzt und von Anhängern des Anglo-Irischen-Vertrags bombardiert; im Gegenzug sprengten die Republikaner angeblich (Schuldfrage nicht eindeutig geklärt) das Irische Nationalarchiv (Irish Public Records Office) und zerstörten so ein tausendjähriges Archiv. Der blutigste Tag dieser Zeit war zweifelsohne 1920 der Bloody Sunday, als die IRA 14 britische Spione hinrichtete und die Armee daraufhin das Feuer auf Fußballzuschauer im Croke Park eröffnete.
Der neue Freistaat organisierte sich, so gut es ging. Die neue Führung wurde in der Viceregal Lodge untergebracht. Das Parlament wurde vorübergehend im Leinster House eingerichtet, blieb aber seitdem in diesem Haus. Im Laufe der Zeit wurden das GPO, Custom House und Four Courts wieder aufgebaut.

## Abriss der Mietsbunker
Bei der Wahl 1932 gewann Eamon de Valera, Überlebender des Aufstandes von 1916 und Führer der geschlagenen Vertrags-Gegner im Bürgerkrieg, an Macht. Mit nun vergrößerten finanziellen Mitteln begannen große Veränderungen in Dublin. Der Abriss der tristen Mietshäuser und die Ersetzung durch schicke Gebäude für die Armen in Dublin begann, doch erst in den 1960er Jahren wurden die Pläne auch umfangreich umgesetzt. Neue Vororte wie Marino und Crumlin entstanden, doch die innerstädtischen Slums blieben letztendlich. Die Maßnahme war aber nur zum Teil erfolgreich. Obwohl die Mietshäuser zum größten Teil entfernt wurden, war aufgrund der daraus entstandenen Wohnungsnot nur wenig Zeit für Planungen der neuen Häuser. Stadtteile wie Tallaght, Clondalkin oder Ballymun hatten innerhalb kürzester Zeit bis zu 50.000 Einwohner (im Fall von Tallaght), ohne dass es Läden, Arbeitsplätze oder eine Anbindung an den Verkehr gab. Daraus resultierend wurden die Namen dieser Stadtteile für die nächsten Jahrzehnte zum Synonym für Kriminalität, Drogen und Arbeitslosigkeit. Erst in den 1990er Jahren wurden die Probleme durch den ökonomischen Aufschwung des Celtic Tiger stark reduziert, um sich nach der Finanzkrise der Jahre nach 2009 wieder zu verschärfen. Insbesondere Tallaght hat heute eine gemischte Bevölkerungsstruktur, viele Einkaufsgelegenheiten, gute Verkehrsanbindung und Freizeitmöglichkeiten.
Auch in Ballymun, Irlands einziger 1965 bis 1969 erbauter Hochhaussiedlung, aber schon seit Ende der 1970er Jahre Synonym für verfestigte Armut, geringe Bildung, Arbeitslosigkeit und Drogenabhängigkeit, wurden im Rahmen der EU-Initiative URBAN seit 1999 26 der 27 Hochhäuser und Großblocks abgerissen und 16.000 Menschen in neu erbaute Häuser umgesiedelt. Es handelte sich um das größte in diesem Rahmen geförderte Stadterneuerungsprojekt Europas. Die soziale Erneuerung lässt jedoch auf sich warten. Nach der Krise 2009/10 blieben die Jugendarbeitslosigkeit (ca. 40 %) und die Abhängigkeit von Wohlfahrtsorganisationen hoch, die Bildungsbereitschaft und die Zahl der vollständigen Familien niedrig. Die Bevölkerung hat nun zwar genug Raum, aber keine emotionale Bindung mehr an den Platz.
Ironischerweise gibt es in Dublin trotz allen erreichten Wohlstands einen Mangel an Häusern. Die daraus entstandenen drastischen Erhöhungen von Mieten und Kaufpreisen zogen viele Dubliner von der teuren Stadt in die billigeren umgebenden Grafschaften, wie Meath, Louth, Kildare und Wicklow. Dies führte wiederum zu längeren Anfahrtswegen, großen Verkehrsproblemen in Dublin sowie zur Zersiedlung der Umgebung Dublins im Allgemeinen.

## Die „Notsituation“
Die Republik Irland war während des Zweiten Weltkrieges offiziell strikt neutral. Allerdings zeigte man sich den Alliierten gegenüber sehr wohlwollend. So wurden Flüge der alliierten Flugzeuge von Nordirland aus über den „Donegal-Korridor“ toleriert. Auch wurden britische und amerikanische Flieger, die in Irland notlandeten, meist nach Großbritannien abgeschoben, während deutsche interniert wurden. Der Krieg wurde im Sprachgebrauch als „The Emergency“ und nicht als „Krieg“ bezeichnet. Dublin entging durch die irische Neutralität der Flächenbombardierung. Es wurden aber einige Bomben von der deutschen Luftwaffe über Irland abgeworfen. Den folgenschwersten Angriff gab es am 31. Mai 1941 in Dublin. Dabei wurden am „North Strand“, einem Arbeiter-Distrikt im nördlichen Innenstadtbereich, 28 Menschen getötet. Unmittelbar danach gaben sich sowohl England als auch Deutschland gegenseitig die Schuld; jedoch bezeichnete die deutsche Regierung nach knapp 2 Wochen die Bombardierung als Irrtum und versprach Wiedergutmachung. In Irland wurde der Angriff als Versuch gesehen, das Land in den Krieg hineinzuziehen oder aber, es für die Entsendung der Feuerwehr nach Bombenangriffen auf Belfast zu bestrafen. Eine Fraktion der IRA erhoffte sich durch den Krieg Vorteile durch die Deutschen und plante die Invasion Nordirlands. Sie stahlen während eines Überfalls auf das Waffenlager im Phoenix Park erfolgreich nahezu die komplette Munition der Irischen Armee. Im Gegenzug internierte die Regierung von de Valera Mitglieder der IRA und ließ einige von ihnen hinrichten. Der Krieg brachte, wie in ganz Irland, auch in Dublin eine Lebensmittelknappheit.

## Die Zerstörung des Georgianischen Dublins
Ab den 1950er Jahren stand das Georgianische Dublin im „Kreuzfeuer“ der Entwicklungspläne der Irischen Regierung. Ganze Reihen von Gebäuden aus dem 18. Jahrhundert, vor allem in der Fitzwilliam Street und nahe St. Stephen’s Green, wurden abgerissen, um Platz zu machen für Büro- und Regierungsgebäude. Diese Entwicklung wurde noch von Irlands nationalistischer Haltung in dieser Zeit unterstützt, die alle „Erinnerungen“ an die Fremdherrschaft durch die Briten ausradieren wollten. Ein extremes Beispiel dieser Denkweise war 1966 die Zerstörung der Statue von Nelson (Nelson’s Pillar) in der O’Connell Street durch die IRA. Die Statue des berühmten britischen Admirals, ein Jahrhundert lang eine Dubliner Sehenswürdigkeit, wurde von einer kleinen Bombe zerstört – kurz vor der 50-Jahr-Gedenkfeier des Osteraufstands. 2003 wurde an dieser Stelle das neue Dubliner Wahrzeichen, der 120 Meter hohe Dublin Spire, fertig gestellt.
Doch auch ganze Gegenden, wie z. B. Wood Quay, wo sich archäologisch bedeutsame Funde der frühen Besiedlung Dublins durch die Wikinger befanden, fielen der Zerstörungswut der Planer zum Opfer, auch wenn dies erst nach einem langen Rechtsstreit zwischen Regierung und Befürwortern der Erhaltung geschah. Später kam es zu einem ähnlichen Fall bei der Planung der Ring-Autobahn M50 um Dublin, die jetzt durch die Ruinen von Carrickmines Castle führt. Die Burg war im Mittelalter Teil der südlichen Grenze des „Pale“. Weiterhin wurde bekannt, dass viele Genehmigungen umstrittener Bauten, sowohl in der Landschaft, als auch in historischen Gegenden, durch Bestechung und Vetternwirtschaft zustande kamen. Es gibt viele laufende Verfahren, die die Hintergründe dieser Missstände aufklären sollen.

## Metropolisierung und Gentrifizierung
Trotz einzelner Ausnahmen gibt es seit den 1980er Jahren etwas mehr Feingefühl unter den Stadtplanern, was die Erhaltung von Dublins Kulturerbe angeht. Die meisten georgianischen Gebäude der Stadt stehen mittlerweile unter Denkmalschutz. Auch die Erneuerung von Temple Bar, Dublins letzten erhaltenem Viertel aus dem Mittelalter, begann in dieser Zeit. In den späten 1980er Jahren wurden die Grafton Street und die Henry Street zu Fußgängerzonen.
Die eigentliche Umgestaltung Dublins begann in den späten 1990er Jahren, als die ökonomische Kraft des Keltischen Tigers stark anstieg. Dublin, bis dahin voller heruntergekommener Plätze, erlebte plötzlich einen wahren Wirbelsturm von Verschönerungen und Gebäudearbeiten – vor allem im Bau von Appartements und Bürogebäuden. Der spektakulärste „Neubau“ ist sicherlich, neben dem Dublin Spire, das fast einen Kilometer lange Finanz-Viertel (International Financial Services Centre – IFSC) an den North-Quays.
Dublin war traditionell eine Stadt der Auswanderer mit hohen Arbeitslosenzahlen, die viele Bewohner dazu zwangen die Stadt und das Land zu verlassen. Doch ab Mitte der 1990er Jahre kehrte sich dieser Trend drastisch um und zog Emigranten aus der ganzen Welt auf die grüne Insel. Dublin ist heutzutage Heimat vieler Nationalitäten, darunter Menschen aus China, Nigeria, Russland, Polen, Rumänien und vielen anderen Ländern.
Mit seiner Entwicklung zur Metropole ging auch eine von sozialen und politischen Spannungen begleitete Verdrängung von Teilen der Wohnbevölkerung aus dem Stadtkern (Gentrifizierung). So verdoppelten sich die Mietpreise im Zeitraum von 2013 bis 2023.